# Compagnie générale des assurances et grosses aventures de France
La Compagnie générale des assurances et grosses aventures de France est l'une des premières entreprises françaises couvrant la valeur des biens en cas de perte ou dommage lors d'un transport maritime. Elle fut fondée à l'initiative de Colbert en mai 1668, d'abord sous le nom de Chambre générale des assurances, puis fut relancée en 1686.

## Historique

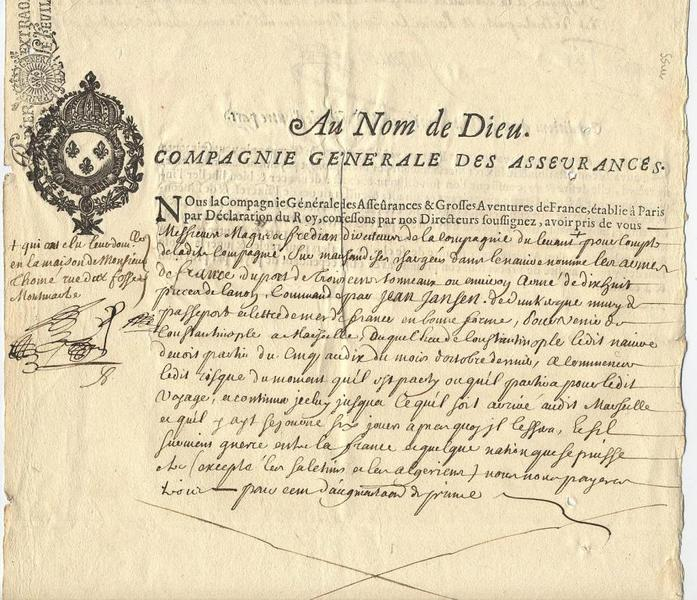
Contrat entre la « Compagnie générale des Asseûrances » et la Compagnie du Levant (5 novembre 1687).

Lors du transport de marchandises par voie maritime, le principe de l'assurance couvrant tout ou partie de la valeur des biens en cas de perte semble acquis depuis au moins le XIIe siècle. Après les premières expériences menées par les ports italiens comme Venise, Gênes ou Livourne, cette pratique se développe au nord de l'Europe. Les ports français comme Rouen, Bordeaux et Marseille voient des intermédiaires originaires d'Amsterdam et d'Anvers, gérer principalement ce type de transactions, qu'ils calquent sur les Espagnols, alors maîtres des lignes maritimes à destination du Nouveau Monde. 
En 1563, le roi de France finit par faire proclamer à Rouen le « Comptoir et Bureau des assurances ». Il faut cependant attendre près d'un siècle encore pour que le régime des assurances soit organisé au profit d'un rétablissement du commerce maritime. En 1664, Colbert centralise l'administration de la marine et des affaires commerciales, entamant une série de réformes, concernant notamment l'« assurance des risques de mer ». Il charge le chevalier de Clerville de proposer aux marchands de Rouen de constituer une société en commandite qui jouerait le rôle d'une banque d'assurance disposant d'un fonds de roulement important, évitant ainsi de laisser les navigateurs solliciter des compagnies étrangères. Clerville, pour accélérer la mise en route du processus, a l'idée de réunir marchands rouennais et négociants parisiens, mais le lancement cette même année de la Compagnie des Indes orientales vient saturer le marché. Par la suite, quatre négociants relancent Colbert qui, le 1er mai 1668, entérine par un arrêt du Roi le lancement de la « Chambre d'assurance et grosses aventures de France » et nomme Francesco Bellinzani à sa tête. Cette chambre est une association paritaire d'assureurs et d'assurés : composée au départ de dix membres, le chiffre de soixante est atteint en 1671. Le siège est situé d'abord rue Quincampoix puis rue Plâtrière. Colbert veut centraliser toute l'activité de l'assurance sur Paris, gagner le trafic à l'international et mettre ainsi en concurrence Paris et Marseille. 
En 1672, la reprise de la guerre met un frein au développement de la Chambre.  Colbert fait ensuite approuver l'Ordonnance sur la Marine en août 1681 qui devait jeter les bases juridiques précises du système des assurances avec la proposition d'une prime de risque limitée à la hausse, proposant un modèle de contrat prévoyant les cas de dommages, etc. La Chambre finit par fermer ses portes peu après la mort de Colbert en 1683. Le directeur Bellinzani est arrêté et embastillé pour trafic de fausse monnaie. Le scandale nuit fortement à l'institution. 
Le 21 mai 1686, un édit royal revient sur l’Ordonnance de 1681 et valide la création à Paris de la « Compagnie générale des asseûrances et grosses aventures de France » qui devait tomber dans le discrédit au cours des années qui suivirent mais sans toutefois disparaître, laissant cependant aux Anglais de la place de Londres l'avantage : ceux-ci prirent peu à peu le monopole du marché de l'assurance au niveau du transport international, notamment avec la Lloyd.
Une nouvelle société d'assurance maritime fut relancée à Paris le 15 décembre 1753 mais il faut attendre 1807 et la publication du Code de commerce pour que le principe se normalise.

## Sources et références
1. ↑  Thiveaud (1988), REF.
2. ↑  Article « Navigation : marine marchande » in Peuchet (An VIII), op. cit.